# Comuna Oarja, Argeș
Oarja este o comună în județul Argeș, Muntenia, România, formată din satele Ceaușești și Oarja (reședința).

## Așezare
Comuna se află în centrul județului, pe malurile Neajlovului și pe cursul superior al râului Mozacu. Este străbătută de șoseaua județeană DJ503, care o leagă spre nord de Căteasca și spre sud de Rociu.

## Istorie
La sfârșitul secolului al XIX-lea, comuna purta denumirea de Stanislăvești, făcea parte din plasa Gălășești a județului Argeș și era formată din satele Catanele, Ceaușești, Lacu-Orjea și Stanislăvești, având în total 1405 locuitori. În comună funcționau patru biserici (una în fiecare sat) și o școală mixtă. Anuarul Socec din 1925 consemnează comuna cu numele actual de Oarja, având 2826 de locuitori în satele Ceaușești, Oarja-Stanislăvești și Ștefănești. În 1931, comuna avea în alcătuire satele Catanele, Ceaușești, Oarja și Stanislăvești.
În 1950, comuna a fost transferată raionului Pitești din regiunea Argeș. În 1968, a revenit la județul Argeș, reînființat; tot atunci, satul Stanislăvești a fost desființat și comasat cu satul Oarja.

## Demografie
Componența etnică a comunei Oarja
     Români (92,2%)
     Romi (1,45%)
     Alte etnii (0,07%)
     Necunoscută (6,28%)
Componența confesională a comunei Oarja
     Ortodocși (84,32%)
     Penticostali (7,88%)
     Alte religii (0,67%)
     Necunoscută (7,13%)
Conform recensământului efectuat în 2021, populația comunei Oarja se ridică la 2.692 de locuitori, în scădere față de recensământul anterior din 2011, când fuseseră înregistrați 2.948 de locuitori. Majoritatea locuitorilor sunt români (92,2%), cu o minoritate de romi (1,45%), iar pentru 6,28% nu se cunoaște apartenența etnică. Din punct de vedere confesional, majoritatea locuitorilor sunt ortodocși (84,32%), cu o minoritate de penticostali (7,88%), iar pentru 7,13% nu se cunoaște apartenența confesională.

## Politică și administrație
Comuna Oarja este administrată de un primar și un consiliu local compus din 11 consilieri. Primarul, Constantin Bâlea[*], de la Partidul Social Democrat, este în funcție din 2008. Începând cu alegerile locale din 2024, consiliul local are următoarea componență pe partide politice:
|  | Partid                          | Consilieri | Componența Consiliului | Componența Consiliului | Componența Consiliului | Componența Consiliului | Componența Consiliului | Componența Consiliului |
|  | ------------------------------- | ---------- | ---------------------- | ---------------------- | ---------------------- | ---------------------- | ---------------------- | ---------------------- |
|  | Partidul Social Democrat        | 6          |                        |                        |                        |                        |                        |                        |
|  | Alianța pentru Unirea Românilor | 3          |                        |                        |                        |                        |                        |                        |
|  | Partidul Național Liberal       | 1          |                        |                        |                        |                        |                        |                        |
|  | Uniunea Salvați România         | 1          |                        |                        |                        |                        |                        |                        |